# Spell
Spell – drugi minialbum południowokoreańskiej grupy DIA, wydany cyfrowo 13 września 2016 roku przez wytwórnię MBK Entertainment i fizycznie 26 września. Płytę promował singel „Mr. Potter”. Sprzedał się w nakładzie 13 405 egzemplarzy (stan na październik 2016). Ukazał się w trzech edycjach: cyfrowej i dwóch fizycznych (regularnej i limitowanej).

## Tło i promocja
11 sierpnia MBK Entertainment wypuściła zdjęcia promujące singel „Mr. Potter” będący głównym utworem z minialbumu, który ukaże się 12 września. Oficjalnym tematem comebacku utworu jest „Harry Potter”, główny utwór został wyprodukowany przez Shaun Kim. 30 sierpnia MBK Entertainment ogłosiło, że data wydania albumu zostanie przesunięta na późniejszy termin, a nowy album zostanie wydany 13 września).
2 i 3 września DIA publikowały zdjęcia promujące zwiastuny grupę i poszczególne członkinie. 2 września ukazał się pierwszy teaser „Mr. Potter”. W piosence "Kkoc, Baram Geurigo Neo" wystąpiły Jeon Somi, Choi Yoojung i Kim Chungha z I.O.I.

## Lista utworów
Edycja cyfrowa
| Nr | Tytuł                                                                           | Słowa                                           | Kompozycja                                | Aranżacja                                 | Czas |
| -- | ------------------------------------------------------------------------------- | ----------------------------------------------- | ----------------------------------------- | ----------------------------------------- | ---- |
| 1. | "7gwa 4bun-ui3 (Neol+Mannareo+Ganeun+Gil)" (kor. 7과 4분의3 (널+만나러+가는+길) | Shaun Kim, STAINBOYS, Ki Hui-hyeon, Baek Ye-bin | Shaun Kim. STAINBOYS. Ki Hui-hyeon        | Shaun Kim, STAINBOYS, Ki Hui-hyeon        | 2:37 |
| 2. | "Mr. Potter"                                                                    | Shaun Kim, STAINBOYS                            | Shaun Kim, STAINBOYS                      | Shaun Kim, STAINBOYS                      | 3:34 |
| 3. | "Kkoc, Baram Geurigo Neo" (kor. 꽃, 바람 그리고 너) (DIA Ver.)                  | 똘아이박, Peterpan, Ki Hui-hyeon                | 똘아이박, Peterpan                        | 똘아이박                                  | 3:21 |
| 4. | "Hwaga" (kor. 화가) (Hui-hyeon solo)                                            | Ki Hui-hyeon                                    | 똘아이박, Peterpan, Ki Hui-hyeon          | 똘아이박                                  | 3:06 |
| 5. | "#Deoreop (The love)" (kor. #더럽 (The love))                                   | 노는어린이, Yoon Young-min, DIA                 | 노는어린이, Yoon Young-min, Kim Nam-young | 노는어린이, Yoon Young-min, Kim Nam-young |      |
| 6. | "Mr. Potter" (Inst.)                                                            |                                                 | Shaun Kim. STAINBOYS                      | Shaun Kim, STAINBOYS                      | 3:34 |
| 7. | "#Deoreop (The love)" (Inst.)                                                   | 노는어린이, Yoon Young-min, Kim Nam-young       | 노는어린이, Yoon Young-min, Kim Nam-young |                                           |      |

Edycja fizyczna
| Nr | Tytuł                                                                             | Słowa                                           | Kompozycja                                | Aranżacja                                 | Czas |
| -- | --------------------------------------------------------------------------------- | ----------------------------------------------- | ----------------------------------------- | ----------------------------------------- | ---- |
| 1. | "7gwa 4bun-ui3 (Neol+Mannareo+Ganeun+Gil)" (kor. 7과 4분의3 (널+만나러+가는+길)   | Shaun Kim, STAINBOYS, Ki Hui-hyeon, Baek Ye-bin | Shaun Kim. STAINBOYS. Ki Hui-hyeon        | Shaun Kim, STAINBOYS, Ki Hui-hyeon        | 2:37 |
| 2. | "Mr. Potter"                                                                      | Shaun Kim, STAINBOYS                            | Shaun Kim, STAINBOYS                      | Shaun Kim, STAINBOYS                      | 3:34 |
| 3. | "Kkoc, Baram Geurigo Neo" (kor. 꽃, 바람 그리고 너) (DIA Ver.)                    | 똘아이박, Peterpan, Ki Hui-hyeon                | 똘아이박, Peterpan                        | 똘아이박                                  | 3:21 |
| 4. | "Kkoc, Baram Geurigo Neo" (kor. 꽃, 바람 그리고 너) (Somi, Yoojung, Chungha Ver.) | 똘아이박, Peterpan, Ki Hui-hyeon                | 똘아이박, Peterpan                        | 똘아이박                                  | 3:21 |
| 5. | "#Deoreop (The love)" (kor. #더럽 (The love))                                     | 노는어린이, Yoon Young-min, DIA                 | 노는어린이, Yoon Young-min, Kim Nam-young | 노는어린이, Yoon Young-min, Kim Nam-young |      |
| 6. | "Mr. Potter" (Inst.)                                                              |                                                 | Shaun Kim. STAINBOYS                      | Shaun Kim, STAINBOYS                      | 3:34 |
| 7. | "#Deoreop (The love)" (Inst.)                                                     | 노는어린이, Yoon Young-min, Kim Nam-young       | 노는어린이, Yoon Young-min, Kim Nam-young |                                           |      |

## Notowania
| Lista                    | Pozycja |
| ------------------------ | ------- |
| Gaon Weekly Album Chart  | 4       |
| Gaon Monthly Album Chart | 9       |